# Asiatosaurus mongolensis
 Asiatosaurus mongoliensis es una especie dudosa y tipo del género Asiatosaurus (“lagarto de Asia”) de dinosaurio sauropodomorfo saurópodo, que vivió a mediados del Cretáceo, hace aproximadamente entre 110 y 100 millones de años, en el Aptiense y Albiense en lo que actualmente es Asia. Sus fósiles se hallaron en  Mongolia en la Formación Khukhtekskaya. Es la especie tipo y fue descrita por Osborn, en 1924. Es considerada dudosa y considerados como sinónimo más antiguo de Chiayusaurus. Este saurópodo alcanzaba los 20 metros de longitud y hasta 13 toneladas de peso.